# Anepopsia eugyra
Anepopsia eugyra är en fjärilsart som beskrevs av Turner 1926. Anepopsia eugyra ingår i släktet Anepopsia och familjen snigelspinnare. Inga underarter finns listade i Catalogue of Life.